# Eloeophila johnsoni
Eloeophila johnsoni là một loài ruồi trong họ Limoniidae. Chúng phân bố ở miền Tân bắc.